# Ma (kana)
En l'escriptura japonesa, els caràcters ま (hiragana) i マ (katakana) són dues mores o kanes que ocupen la 31a posició en el sistema modern d'ordenació alfabètica gojūon (五十音), entre ほ i み; i el 30è en el poema iroha, entre や i け. En fonologia, una mora és la unitat superior al segment i inferior a la síl·laba.
En la taula de l'ordre gojūon (per columnes, i de dreta a esquerra), es troba en la setena columna (a la qual dona el nom: ま行, columna «ma») i la primera fila (あ段, fila «A»).

La taula gojūon

Tant ま com マ provenen del kanji 末.

## Romanització
Segons els sistemes de romanització Hepburn modificat, Kunrei-shiki i Nihon-shiki, ま, マ es romanitzen com a «ma».

## Escriptura
|  | El caràcter ま s'escriu amb tres traços: 1. Traç horitzontal. 2. Traç horitzontal a sota del primer. 3. Traç que comença essent vertical de sota a amunt i acaba girant a l'esquerra i formant un bucle |
|  | El caràcter マ s'escriu amb dos traços: 1. Traç horitzontal que es torça cap avall a l'esquerra. 2. Traç diagonal curt cap avall a la dreta.                                                            |

## Altres escriptures
| ま / マ en braille japonès                                 | ま / マ en braille japonès                                                               |
| ---------------------------------------------------------- | ---------------------------------------------------------------------------------------- |
| ま / マ ma                                                 | まあ / マー mā                                                                           |
| ⠵ (braille pattern dots-1356)                              | ⠵ (braille pattern dots-1356) · ⠒ (braille pattern dots-25)                              |
| Altres kanes en braille basades en ま                      |                                                                                          |
| みゃ / ミャ mya                                            | みゃあ / ミャー myā                                                                      |
| ⠈ (braille pattern dots-4) · ⠵ (braille pattern dots-1356) | ⠈ (braille pattern dots-4) · ⠵ (braille pattern dots-1356) · ⠒ (braille pattern dots-25) |

- Alfabet fonètic: 「マッチのマ」 (la «ma de matchi», on matchi significa llumí)
- Codi Morse:[7] －••－